# 中国国际关系学会
中国国际关系学会是中華人民共和國一個國際關係学术团体，属一级学会，成立于1980年。唐家璇和吴建民曾經擔任会长以及副會長。該學會舉辦學會年會時會邀請中華人民共和國各界的國際關係學者前來交流。

## 外部連結
- 官方网站